# Seguir viviendo sin tu amor
«Seguir viviendo sin tu amor» es una canción compuesta e interpretada por el músico argentino Luis Alberto Spinetta, incluida en su álbum solista Pelusón of milk editado en 1991.
Premiada como la mejor del año -al igual que el álbum-, la canción ha sido ubicada en el puesto n.º 33 entre las 100 mejores de la historia del rock argentino, en la encuesta realizada en 2002 por la revista Rolling Stone y la cadena MTV. El tema se convirtió en el mayor éxito radial de toda la carrera artística de Spinetta.
La versión del álbum está interpretada exclusivamente por Spinetta, sin otros músicos. La cantó en el histórico megarecital Spinetta y las Bandas Eternas de 2009, pero no la incluyó en el CD, ni en el DVD que registraron el concierto. Se considera histórica también la versión realizada junto con Fito Páez, Gustavo Cerati y Zeta Bosio -Los últimos dos en ese momento integraban Soda Stereo- en el festival Rock contra el SIDA, realizado en julio de 1992 ante una multitud reunida en la avenida 9 de Julio de Buenos Aires.
Junto con el álbum se lanzó un videoclip de la canción dirigido por Eduardo Dylan Martí.

## Contexto
Spinetta venía de dos álbumes de estudio premiados como los mejores del año (Téster de violencia en 1988 y Don Lucero en 1989), un buen álbum en vivo (Exactas, 1990), un álbum recopilatorio (Piel de piel, 1990) y una clínica musical titulada El sonido primordial (1990) que fue editada como libro. Luego de semejante actividad, a la que se sumó haber recibido un shock eléctrico en un recital, Spinetta se apartó relativamente de los músicos de su banda y se refugió en el espacio privado de su familia.
En 1991 desapareció la Unión Soviética y el mundo comenzaba a transitar los primeros años de la década del '90, caracterizada por una mayor valoración social de lo privado -incluyendo el proceso de privatizaciones-, la riqueza y la fama, impulsada por un gran desarrollo de los medios de comunicación. "Aún quedan mil muros de Berlín" cantaría ese año en «Pies de atril».
Argentina por su parte dejaba atrás dos dramáticos brotes hiperinflacionarios en 1989 y 1990 que hundieron en la pobreza a la mayor parte de la población, a la vez que sucesivas leyes de impunidad dejaban en libertad a los criminales que habían cometido violaciones masivas de los derechos humanos en las décadas de 1970 y 1980.

## El álbum
Luego de un álbum "para pensar" como Téster de violencia y un álbum "para sentir" como Don Lucero, Spinetta tomó distancia de su banda y de las apariciones públicas, para concentrarse en su vida familiar, a la espera del bebé que gestaba su esposa, que finalmente nace mediante parto natural en su casa, con la presencia de toda la familia. Pelusón of milk es resultado de esa introspección, que recuerda otros álbumes creados en circunstancias similares, como Artaud y Kamikaze.

Está más ligado a mi vida que era "esperándola a Vera", porque eso es Pelusón of milk. Esos temas fueron hechos en mi casa, con el embarazo de la mamá, esperando a la beba... Muchos temas de Pelusón of milk están hechos de mí para mí. Es el intento de armar un enorme patio interior.
Luis Alberto Spinetta

El álbum fue grabado entre junio y septiembre de 1991, en el estudio que Spinetta había instalado dos años antes en su casa de la calle Elcano al 3200, en el barrio de Colegiales.

## El tema
El tema es el primer track del álbum solista Pelusón of milk, un álbum introspectivo y centrado en lo familiar de Spinetta. El tema se refiere al amor que Spinetta sentía en ese momento por su esposa Patricia Salazar, así como los serios desencuentros de la relación:

Si a tu corazón yo llego igual,
todo siempre se podrá elegir
no me escribas la pared,
solo quiero estar entre tu piel.
Y si acaso no brillara el sol,
y quedara yo atrapado aquí,
no vería la razón en seguir viviendo
sin tu amor...

Y hoy que enloquecido vuelvo buscando tu querer,
no queda más que viento... no queda más que viento.
«Seguir viviendo sin tu amor»

Musicalmente se destaca la bella melodía de la canción, el sentido riff del tema, -ejecutado por Spinetta-, la breve pero emotiva segunda voz que hace consigo mismo, y el abrupto final.
Spinetta aclaró expresamente en 2002 que el tema trata de la relación con quien era su esposa y fue la madre de sus cuatro hijos:

Mi vida con Betty (Beatriz Patricia Salazar) fue una vida de encontrarla y perderla. Nosotros estuvimos mal muchas veces. Yo he venido a vivir muchas veces al estudio de grabación, hemos llegado a separarnos durante tres o cuatro meses... Y estas canciones son las que representan la vuelta, el regreso después de esos quilombos. "Hoy que enloquecido vuelvo buscando tu querer, no queda más que el viento". Es una canción de amor para el ser que yo amaba en ese momento. Y además aparecen ahí algunas breves referencias en contra de dejarse invadir (sonríe): "no me escribas la pared".
Luis Alberto Spinetta, 2002

El crítico musical Roque Casciero la incluyó entre las veinticinco canciones más importantes de la década de 1990 diciendo que:

Seguir viviendo sin tu amor. Para el Flaco, buena parte de los noventa fue de reclusión y hermetismo. Sin embargo, su primer trabajo de la década le había permitido volver a la consideración masiva. En especial gracias a este hit delicado y delicioso, que le cantaba al amor con simpleza y poesía. El video de la canción era minimalista y bello: primer plano de Luis cantando y un láser azul sobre la cara. Un momento inolvidable: Spinetta invitó a Cerati, Zeta y Fito Páez a unírsele en el tema en un concierto gratuito en la 9 de Julio. Tuvieron que repetirlo.
Roque Casciero

La versión del álbum está interpretada exclusivamente por Spinetta, sin otros músicos. La cantó en el histórico megarecital Spinetta y las Bandas Eternas de 2009, pero no la incluyó en el CD, ni en el DVD que registraron el concierto. Se considera histórica también la versión realizada junto con Fito Páez y Gustavo Cerati con Zeta Bosio -que en ese momento ellos dos integraban Soda Stereo- en el festival Rock contra el SIDA, realizado en julio de 1992.

## Video
Junto con el álbum se lanzó un videoclip de la canción dirigido por Eduardo Dylan Martí. Dylan Martí y Spinetta habían sido precursores del videoclip moderno -relacionado con el lanzamiento de la cadena MTV en 1981-, con el video de "Maribel se durmió" de 1982. El año anterior habían comenzado a incursionar con continuidad al filmar «Es la medianoche». Con anterioridad incluso, Spinetta había realizado con Almendra, dos videoclips en 1969 («Campos verdes» y «El mundo entre las manos»), considerados unos de los primeros videoclips realizados en Argentina.
En general -cuenta Spinetta- la intención era filmar videos "conceptuales", que complementaran el mensaje lírico-musical de la canción. En el mismo sentido Martí ha dicho:

Él (Spinetta) siempre sabe lo que quiere y esto excede la canción, abarca el campo visual. Lo que creemos es que un video debe reflejar el espíritu de las letras, debe tratar de encontrar una situación atractiva y que esto funcione como un hilo conductor para lo más importante, la canción.
Dylan Martí, 2001

Sin embargo el video de «Seguir viviendo sin tu amor» se aparta de ese estilo conceptual y busca simplemente "jugar" estéticamente con efectos de rayos láser sobre Spinetta mientras canta la canción, aprovechando que les habían prestado un aparato que los producía.
Spinetta en Martropía destacaba que sus videos tenían bajísimo presupuesto, y lo comparaba con videos que salían veinte veces más que el dinero que él hacía todo un disco:

En general no hay guita para filmar mis videos. Igual nos la rebuscamos con el presupuesto que nos dan y tratamos de hacer lo mejor posible.
Luis Alberto Spinetta, Martropía

Dylan Martí decía algo similar, según el reportaje que le hiciera una revista de Córdoba:

Tiempo que le permitió (a Eduardo Martí) adquirir experiencia pero que mantuvo su ingenio intacto bajo el lema: “trabajar con lo que uno tiene”. Por eso quizás logró hacer un video como “Seguir viviendo sin tu amor” entre cuatro paredes con sólo dos lasers.

## Reconocimientos
En 1991 fue votada en la Encuesta anual del Suplemento Sí (Diario Clarín) como la mejor canción del año.
En 1999 fue incluida por el diario Página/12 entre las mejores veinticinco canciones de la década de 1990.
En 2002 fue considerada como la 33° mejor canción del rock argentino de la lista de Los 100 Hits por la revista Rolling Stone.